# Philippsthal (Nuthetal)
Philippsthal è una frazione del comune tedesco di Nuthetal, nel Brandeburgo.

## Storia
Il piccolo centro abitato di Philippsthal fu fondato nel 1754, e battezzato in onore di Filippo Guglielmo di Brandeburgo-Schwedt.
Il 26 ottobre 2003 il comune di Philippsthal fu fuso con i comuni di Bergholz-Rehbrücke, Fahlhorst, Nudow, Saarmund e Tremsdorf, formando il nuovo comune di Nuthetal.